# NGC 2416
NGC 2416 este o galaxie spirală situată în constelația Câinele Mic. A fost descoperită în 26 ianuarie 1865 de către Albert Marth. Se află la o distanță de 56,23 de megaparseci de Pământ.